# JR東日本E991系電車
E991系電車（E991けいでんしゃ）は、東日本旅客鉄道（JR東日本）の在来線交直両用試験電車である。
愛称は「TRY-Z」（トライゼット）。「TRY」は「挑戦・試験・努力・解決」、Zは「在来線・究極」を意味し、「在来線において、究極の技術開発に挑戦する試験電車」という意味が込められている。

## 概要
在来線の理想的な鉄道システムの実現を目標として製作された。3種類の構造で製作されたアルミニウム合金製の構体や新構造の台車に加え、新設計のVVVFインバータや、出入口構造等で種類の異なる方式を採用し性能の比較を可能とした。
仙台側よりクモヤE991-1、サヤE991-1、クモヤE990-1からなる3両編成を組んでいた。両先頭車はいずれもワンハンドル式コントローラーで制御するという点では共通するものの、それぞれ運転席のデザインが異なったものとなっており、外観も大きく異なる。
特異点としてはブレーキ制御方式に日本の鉄道車両としては珍しい油圧式ブレーキ・レールブレーキを採用したことと、制御式自然振子式車輌に次ぐ第3世代の車体傾斜方式の開発を目指してアクティブサスペンションシステムを利用した強制式車体傾斜制御を採用したことが挙げられる。
1992年（平成4年）に成田線で発生した大菅踏切事故の影響で設計変更がなされ、予定より落成が半年程度遅れた。この事故の教訓を踏まえ、強固な構造で乗務員を保護する「サバイバルゾーン」と、計算通りに潰れることで衝撃を分散、吸収する「クラッシャブルゾーン」の考え方が導入された。
速度における目標は最高速度160 km/h（設計最高速度は200 km/h）、曲線で本則+45 km/h（R400の曲線で120 km/h通過）であった。
空気ブレーキやレールブレーキ、初の3D防振材や神輿構造による床下機器の一部搭載が試みられ、青函トンネルの下り勾配を用いて270 km/h走行を行うことが最終到達目標であった。

### 開発コンセプト
本系列は「21世紀の理想的な鉄道システムの実現」を追求すべく製作され、その開発にあたっては以下の3つがコンセプトとされた。
- コスト：低成長社会において、安定したサービスを提供するため、トータルコストの低減を目指す。
- 情報：急激に進歩しつつある情報技術を積極的に取り入れ、安全で快適な鉄道システムを目指す。
- 環境：省エネ、低騒音化、快適な車両空間を追求することにより、環境に優しい鉄道技術の確立を目指す。

## 構造

### 車体
車体はいずれもアルミニウム合金製であるが、材料・構造は各車両で異なる。クモヤE991-1はアルミ制御中空押し出し形材を使用したモノコック構造、サヤE991-1はアルミ板材・アルミ制振形材を使用したスケルトン構造、クモヤE990-1はオールアルミハニカム板材を使用したモノコック構造となっている。また、両先頭車の運転台部は踏切事故対策として高運転台とされたが、外観は両者で大きく異なる。クモヤE991側は新たな観点から理想的な運転台を追求したデザインとなった一方、クモヤE990側は従来の流れを踏襲しながらもさらに改善させたものとなっている。
運転士の安全を確保するため先頭車は衝撃吸収構造を採用している。客用扉は各車両1か所設けられており、いずれも戸閉装置は電気式で両先頭車が片引き側引戸、中間車はスタビライザー方式の外開きプラグドアを採用している。また、空気圧系統を可能な限り油圧系統に置き換えたことから、空気配管の代わりに油圧配管となっている。また、車内・車外騒音対策として床下機器全体を覆うスカートを装備している。客室窓については一部が内側に開く以外は固定窓である。

### 機器類
低重心化のため、従来屋根上に搭載されていた真空遮断器、避雷器、主ヒューズといった装置は床下に設けた高圧機器箱に収納されており、高圧機器箱、主変圧器、主整流装置などの特高圧・高圧機器は中間車に搭載されている。また、本形式には直流区間と交流区間を隔てるデッドセクションでの主回路の切り替えをATS-P地上子により自動で行える方式が導入されており、これはのちにE501系で本採用となった。
主電動機は定格出力130 kWのかご形三相誘導電動機であるMT927（クモヤE991）・MT928（クモヤE990）を4基搭載する。歯車比はMT927が4.82、MT928が4.84になっている。
主変圧器はTM932形を採用し、1,645 kVAの容量を備える。主変換装置（CI）は両先頭車に搭載され、どちらもPWMコンバータ + VVVFインバータ制御であるが制御方式が異なり、クモヤE991-1は1C4MのGTOサイリスタ方式、一方のクモヤE990-1は2群1基の3レベルIGBT方式（1C2M2群制御）である。
台車は各車両ごとに異なっており、クモヤE991-1は油圧・コイルばねのボルスタレス台車DT955形、サヤE991-1は空気ばねのボルスタレス台車であるがインサイドフレーム形台車のTR913形である。また、レールへの押圧低減を期待して軸距を両先頭車の2100 mmから1900 mmに短縮している。クモヤE990-1については空気ばねのボルスタレス台車DT956形となっている。また、全車にアクティブ動揺制御装置を搭載する。クモヤE991についてはセミアクティブサスペンションも装備されている。
車体傾斜装置は当初準備工事とされ、1995年7月から8月にかけて設置された。クモヤE991はコイルばねと油圧シリンダの組み合わせ、サヤE991は空気ばね自体、クモヤE990についてはリンク機構と油圧シリンダの組み合わせにより車体を傾斜させる構造となっている。その後、1995年の走行試験においてクモヤE990・サヤE991で軸重抜け（サヤE991は空気バネの応答遅れ、クモヤE990は傾斜中心が高いことによるもの)が発生したことから、1996年度に対策工事を行った。
ブレーキは日本の鉄道車両としては珍しい回生ブレーキ併用電気指令式油圧式ブレーキを搭載している。また、レールブレーキの試験が可能なように、同ブレーキの準備工事も施工されている。
補助電源装置はSC48X形静止形インバータ（SIV・定格容量165 kVA）を採用しており、クモヤE990-1に搭載する。集電装置はシングルアーム式のものをサヤE991-1に搭載する。車体傾斜装置の搭載時にはパンタ姿勢制御の取り付けを行っている。この制御は車体と台車の変位を油圧で屋上の制御シリンダに伝達し、その上で制御を行うものである。
空調装置については、両先頭車が床上の機器室（車端部）に搭載した一体式であるAU902（能力11.63 kW ≒ 10,000 kcal/h）を2基、中間車は床上の機器室の凝縮器から天井部の熱交換器に冷媒を供給するセパレート式のAU903（23.26 kW ≒ 20,000 kcal/h）としている。

### 車内
新しい座席の試験のため新開発の軽量回転式リクライニングシートが搭載された。これは比較用として異なるものが数種類設置され、後のE653系等に反映された。また、中間車には真空式のトイレが設置されている。その他、中間車の床は遮音・振動減衰性能の向上を目的に二重床構造となっている。また、クモヤE990についてはヘルムホルツ共鳴による吸音効果を利用した床構造とされた。

## 編成表
出典
|          | ← 仙台上野 →                               |                                            |                                            |
| 車両     | クモヤ E991-1                              | サヤ E991-1                                | クモヤ E990-1                              |
| 車体材料 | アルミ制振中空押出型材                     | アルミ板材・アルミ制振型材                 | オールアルミハニカム板材                   |
| 車体構造 | モノコック構造 （連続溶接工法）            | スケルトン構造 （ウエルドボンド工法）      | モノコック構造 （連続溶接工法）            |
| 車体支持 | 油圧・コイルばね                           | 空気ばね                                   | 空気ばね                                   |
| 車体傾斜 | 油圧・コイルばね方式                       | 空気ばね方式                               | リンク方式                                 |
| 主回路   | GTOインバータ                              |                                            | IGBTインバータ                             |
| ブレーキ | 油圧ブレーキ・吸着型うず電流レールブレーキ | 油圧ブレーキ・吸着型うず電流レールブレーキ | 油圧ブレーキ・吸着型うず電流レールブレーキ |

- クモヤE991-1に蓄電池、サヤE991-1、クモヤE990-1に補助空気圧縮機（空気ブレーキや戸閉装置に使うものではない）を搭載[15]

## 運用
1994年11月11日から12日にかけて配属先である勝田電車区（現：勝田車両センター）へ輸送された。新造日は勝田電車区に到着した1994年11月12日付である。
編成番号はK90とされ、同年11月21日に水戸 - 勝田間で試運転を実施ののち11月23日より常磐緩行線の我孫子 - 取手間で走行試験を実施した。1994年12月には常磐線の友部 - 水戸間で交流区間における160 km/h までの走行試験、1995年1月 - 2月にかけては、松戸 - 取手間において直流区間における170 km/h までの走行試験を実施した。1995年7月から8月にかけて車体姿勢制御の改造を行い、同年9月から12月には中央本線猿橋 - 笹子・小淵沢 - 塩尻間で半径300 m を含む曲線区間で本則+45 km/h の走行試験を実施した。その後、常磐線の松戸 - 我孫子間で180 km/h、中央本線四方津 - 甲斐大和間の下り線で本則+45 km/h の走行試験を実施した。また、1997年9月には仙石線においても試験が行われている。
試験終了に伴い1999年3月27日付で廃車となり、全車両とも6月に解体された。
なお、衝突実験に用いられたという記述も散見されるが、そのような事実は一切ない。